# Ruta nacional PE-3
La ruta nacional PE-3 (PE-3) è una delle tre strade che attraversano longitudinalmente il Perù e per questo è chiamata Carretera Longitudinal de la Sierra. Per motivi storici è anche chiamata Caminos del Inca (si veda a tale proposito la voce "Sistema stradale inca").
È ancora in parte da costruire in alcuni tratti e collega Vado Grande presso la frontiera nord con l'Ecuador, alla città di Desaguadero presso la frontiera sud con la Bolivia.
Nella città di La Oroya interseca la Carretera Central.
La Carretera Longitudinal de la Sierra attraversa le città di (ordine nord-sud):
- Huancabamba
- Cajamarca
- Huaraz
- Huánuco
- Cerro de Pasco
- La Oroya
- Huancayo
- Huancavelica
- Ayacucho
- Cuzco
- Juliaca
- Puno